# Alon Turgeman
Alon Turgeman (hebräisch אלון תורג'מן; * 9. Juni 1991 in Chadera) ist ein israelischer Fußballspieler.

## Karriere

### Verein
Turgeman begann seine Karriere bei Beitar Nes Tubruk. 2010 wechselte er zum Erstligisten Hapoel Petach Tikwa. Sein Debüt in der Ligat ha’Al gab er im August 2010, als er am ersten Spieltag der Saison 2010/11 gegen Hapoel Aschkelon in der 60. Minute für Ohad Kadusi eingewechselt wurde. In jener Saison kam er auf 25 Ligaspiele für Hapoel Petach Tikwa, in denen er sechs Tore erzielen konnte.
Zur Saison 2011/12 wechselte er zu Maccabi Haifa. Nach über 100 Spielen für Maccabi Haifa in der Ligat ha’Al, in denen er 30 Tore erzielen konnte, wurde er im Januar 2016 an Hapoel Tel Aviv verliehen. Für den Verein, der die Saison 2015/16 auf dem neunten Tabellenrang beendete, erzielte er in 14 Spielen einen Treffer.
Im Sommer 2016 wurde er an Bne Jehuda Tel Aviv weiterverliehen. Turgeman schoss in der Saison 2016/17 in 31 Ligapartien vier Tore für Bne Jehuda. Mit dem Verein konnte er in jener Saison Pokalsieger werden.
Zur Saison 2017/18 wurde er ein drittes Mal verliehen, diesmal an Hapoel Haifa. Für den Verein, der die Saison als Tabellenvierter beendete, erzielte er in 34 Matches zwölf Tore. Zudem konnte er wie schon im Vorjahr israelischer Pokalsieger werden.
Zur Saison 2018/19 wechselte er nach Österreich zum Bundesligisten FK Austria Wien, bei dem er einen bis Juni 2021 laufenden Vertrag erhielt. Nach 26 Einsätzen in der Bundesliga, in denen er neun Tore erzielte, wurde er im Februar 2020 nach Polen an Wisła Krakau verliehen. Während der Leihe kam er zu neun Einsätzen für Krakau in der Ekstraklasa und erzielte dabei sechs Tore.
Nach dem Ende der Leihe kehrte er zur Saison 2020/21 wieder nach Wien zurück. Für die Austria kam er allerdings bis zur Winterpause verletzungsbedingt nur zwei Mal zum Einsatz. Im Januar 2021 verließ er die Austria schließlich endgültig und kehrte zu Hapoel Haifa zurück.

### Nationalmannschaft
Nachdem Turgeman bereits für Israels U-19- und U-21-Teams zum Einsatz gekommen war, debütierte er im März 2018 für die A-Nationalmannschaft, als er in einem Testspiel gegen Rumänien in der 61. Minute Tomer Hemed ersetzte.

## Erfolge
- 2 × Israelischer Pokalsieger: 2016/17 (mit Bne Jehuda Tel Aviv), 2017/18 (mit Hapoel Haifa)